# Полицци, Лука
Лука Полицци (нидерл. Luca Polizzi; 28 мая 1996, Брюссель, Бельгия) — бельгийский футболист, полузащитник бельгийского клуба «КВК Нинове».

## Карьера
Воспитанник клуба «Генк». На профессиональном уровне дебютировал в составе клуба «МВВ Маастрихт», где выступал на правах аренды и сыграл 32 матча в Эрсте Дивизи. В 2016 году подписал контракт с хорватским клубом «Интер» (Запрешич), в составе которого провёл один сезон. Летом 2017 года подписал контракт с кипрским клубом «Аполлон». Зимой 2018 года был отдан в аренду на полгода в другой кипрский клуб «Олимпиакос» (Никосия), за который сыграл 18 матчей и забил 5 голов, однако по итогам сезона клуб вылетел из высшей лиги. Летом того же года был отдан в годичную аренду в «Пафос».